# Angilia
Angilia is een geslacht van wantsen uit de familie beeklopers (Veliidae). Het geslacht werd voor het eerst wetenschappelijk beschreven door Stål in 1865.

## Soorten
Het genus bevat de volgende soorten:

- Angilia ugandensis Poisson, 1955

Subgenus: Adriennella Poisson, 1942
- Angilia anderseni Zettel & Hecher, 1998
- Angilia bertrandi Poisson, 1963
- Angilia bispinosa Andersen, 1981
- Angilia borneensis Zettel & Hecher, 1998
- Angilia conradsi Poisson, 1950
- Angilia mazzoldii Zettel & Hecher, 1998
- Angilia orientalis Andersen, 1981
- Angilia perplexa Poisson, 1942
- Angilia philippiensis Drake & Hoberlandt, 1953
- Angilia schoutedeni Poisson, 1942
- Angilia trispinosa Andersen, 1981

Subgenus: Subangilia Poisson, 1955
- Angilia ambakakae Poisson, 1952
- Angilia collarti Poisson, 1957
- Angilia congoensis Poisson, 1950
- Angilia cruciata Poisson, 1955
- Angilia dubia Poisson, 1942
- Angilia kenyalis Poisson, 1950
- Angilia rhodesiensis Poisson, 1955